# 刘义军
刘义军（1962年—），被中国乐迷称为“唐朝老五”，生于天津，中国音乐人，是唐朝乐队前吉他手，会绘画。1992年被《SPIN》杂志评为“中国最伟大的吉他手”。

## 经历

### 早年经历
刘义军在家里排行老二，姐姐也从事表演艺术。他最早学习的是古琴，吉他对于他来说是第二项乐器。中学毕业后在工厂工作 。
1976年全家离开天津希望能够供他读上大学。最终表现出了对吉他的兴趣，并且在1978年拥有了第一把吉他。尽管父亲的反对，他还是一天15小时的练琴。高考失败之后刘义军认识到音乐是他能够谋生的唯一途径了。
他全家在1984年搬到北京，然而仍旧无法找到稳定的职业。父亲目睹他每天凌晨4点起来练琴开始支持并鼓励他追寻自己的职业。平均每天练琴8小时以上。很多年来刘义军生活在贫困之中，靠方便面度日并多次因为营养不良被送到医院。

### 1989年以来
- 1989年 在1989年郭怡广离开唐朝乐队之后，主唱丁武因为刘义军的快速演奏风格而邀请他加盟并成为新唐朝乐队的主吉他手。
- 1990年 首次以唐朝乐队参加北京首都体育馆“90现代音乐会”演出
- 1991年 唐朝乐队的第一张专辑《梦回唐朝》在大陆开始发行。
- 1992年 发行海外台湾、香港、日本、韩国、东南亚地区“梦回唐朝”专辑
- 1992年  获台湾及大陆年度“白金唱片奖”
- 1992年 被英国的《spin》杂志评为“中国最伟大的吉他手”
- 1994年 赴德国柏林参加“中国文化艺术节”演出。十月赴日本福岗参加“国际文化节”演出
- 1994年 乐队做为特邀乐队参加了在香港红堪体育场举行的 “中国摇滚乐势力”演唱会，取得了非常大的成功。报道称这次演出是中国大陆摇滚乐的里程碑
- 1995年 贝斯手张炬在回其住所的途中因车祸不幸去世，乐队曾一度停止排练。
- 1996年 录制“再见张炬”纪念专辑，并由天蝎文化公司发行
- 1996年 老五离开乐队
- 1997年 获政府颁发的“音乐成就奖”
- 1999年 发行首张个人专辑《再渡归来》
- 1999年 出任Ibanez吉他的形象代言人
- 2001年 老五归队。唐朝更趋完美。
- 2005年 集体制作《礼物》纪念张炬去世十周年，其中《春蚕》中老五的经典solo被广为流传。
- 2006年 参加台湾海洋音乐节
- 2007年 赴港参加香港回归十周年演出
- 2008年 唐朝乐队第三张专辑《浪漫骑士》发行
- 2009年 老五与Sainkho共同录制即兴音乐新专辑。
- 2009年 老五再次离开唐朝乐队
- 2009年 应邀参加上海当代艺术馆。《无界，黑匣子》展览，绘画作品，音乐及新媒体参展。
- 2009年 出任品牌Wox音箱的形象代言人
- 2009年 老五与Sainkho共同录制新专辑的下半部分
- 2009年 个人官网正式开通。
- 2010年 唐朝老五应邀出席第十届平遥国际摄影大展颁奖盛典，此次活动唐朝老五首次携百人交响乐团在平遥具有千年历史的古城墙上演绎了其最新创作的交响乐版的音乐作品《七神六律》
- 2011年 应张元导演邀请为其新片《有种》创作电影音乐。
- 2012年 应中国最高艺术学府中央美院邀请展演音乐艺术新境界.
- 2013年 与刘索拉应邀参加美国UCLA 25年庆典的压轴演出，中场全场起立为他的精彩表演鼓掌。
- 2013年 与刘索拉应邀在栗宪庭的独立电影节闭幕式演出，引起轰动。
- 2013年 为独立电影《冬》配乐
- 2013年 与现代舞舞蹈家在草场地艺术区即兴演出。
- 2015年 在798艺术区“在3画廊”举办首次个人绘画展《震》，引起极大反响，好评如潮，业内人士给予高度评价。
- 2015年 绘画作品应邀参加在意大利都灵举办的第三届《中意双年展》。
- 2016年 于5月9日在北京工人体育馆参加中国乐势力摇滚30年巡回演唱会。[1]

## 作品

### 专辑

#### 个人
| 专辑名称 | 发行时间     | 语言 | 曲目 |
| -------- | ------------ | ---- | --- |
| 再度归来 | 1999年6月    | 国语 | 1. 来世同年 2. 再渡归来 3. 行走的太阳 4. 绿色钟表 5. 一天下午 6. 延续的梦 7. 巡游 8. 转回老地方 9. 献给明天                                                  |
| 舞中行集 | 1997年7月1日 | 国语 | 1.舞 （刘义军） 2.雾中行 （刘义军） 3.闸 （刘卫强） 4.错 （刘卫强） 5.翔（韩鸿宾） 6.变幻 （韩鸿宾） 7.忆 （刘卫东） 8.让天堂的光亮照亮阴暗的角落 （刘卫东） |

#### 乐队
梦回唐朝 1991年作品，1992年发行。
唐朝老五做为唐朝乐队乐队的主创人员之一，其在此专辑中的编曲及演奏占了很大成分。
| 曲序 | 曲目       | 备注           | 时长 |
| ---- | ---------- | -------------- | ---- |
| 1.   | 梦回唐朝   | 杨军作词       | 7:06 |
| 2.   | 太阳       |                | 5:55 |
| 3.   | 九拍       |                | 6:37 |
| 4.   | 天堂       |                | 4:23 |
| 5.   | 选择       |                | 5:49 |
| 6.   | 飞翔鸟     |                | 7:06 |
| 7.   | 世纪末之梦 |                | 4:57 |
| 8.   | 月梦       |                | 4:49 |
| 9.   | 不要逃避   |                | 4:37 |
| 10.  | 传说       |                | 4:44 |
| 11.  | 国际歌     | 国际版附加曲目 | 4:27 |

浪漫骑士
老五在此专辑中吉他配乐
| 专辑内曲目 | 创作内容 |
| ---------- | -------- |
| 路         |          |
| 快乐忧愁   | solo     |
| 酒狂       | solo     |
| 封禅祭     |          |
| 嚎叫列车   |          |

### 电影音乐
| 电影名称     | 创作内容   |
| ------------ | ---------- |
| 电影《有种》 | 《舞》     |
| 电影《有种》 | 电影主题曲 |

### 其他
在《礼物》合辑中的《春蚕》有吉他solo

## 评价
中国最伟大的吉他手（《SPIN》杂志评）